# 素羊茅
素羊茅（学名：Festuca modesta），为禾本科羊茅属下的一个植物种。